# 亲缘露齿螺
亲缘露齿螺（学名：Ringicula propinquans）为露齿螺科露齿螺属的动物。分布于日本以及中国大陆的广东、南海海域等地，属于暖水性种类。其多生活于潮间带低潮线到潮下带水深71m 细砂质底。